# 墨西哥剪尾蜂鸟
墨西哥剪尾蜂鸟（学名：Doricha eliza），是雨燕目蜂鸟科的一种鸟类。
墨西哥剪尾蜂鸟体重约2.5克，翼长约38.4毫米，嘴峰长约23.1毫米，喙宽度约1.4毫米，喙厚度约1.3毫米，跗蹠长约3.9毫米，尾长约31.5毫米。墨西哥剪尾蜂鸟在其分布区内为留鸟，其栖息在半开放的灌木丛中，食性为草食性，主要食物来源是植物的花蜜。
墨西哥剪尾蜂鸟分布于在墨西哥南部韦拉克鲁斯和尤卡坦半岛。该物种是单型物种，没有亚种分化。